# Кавказская армия (Российская империя, 1914—1918)

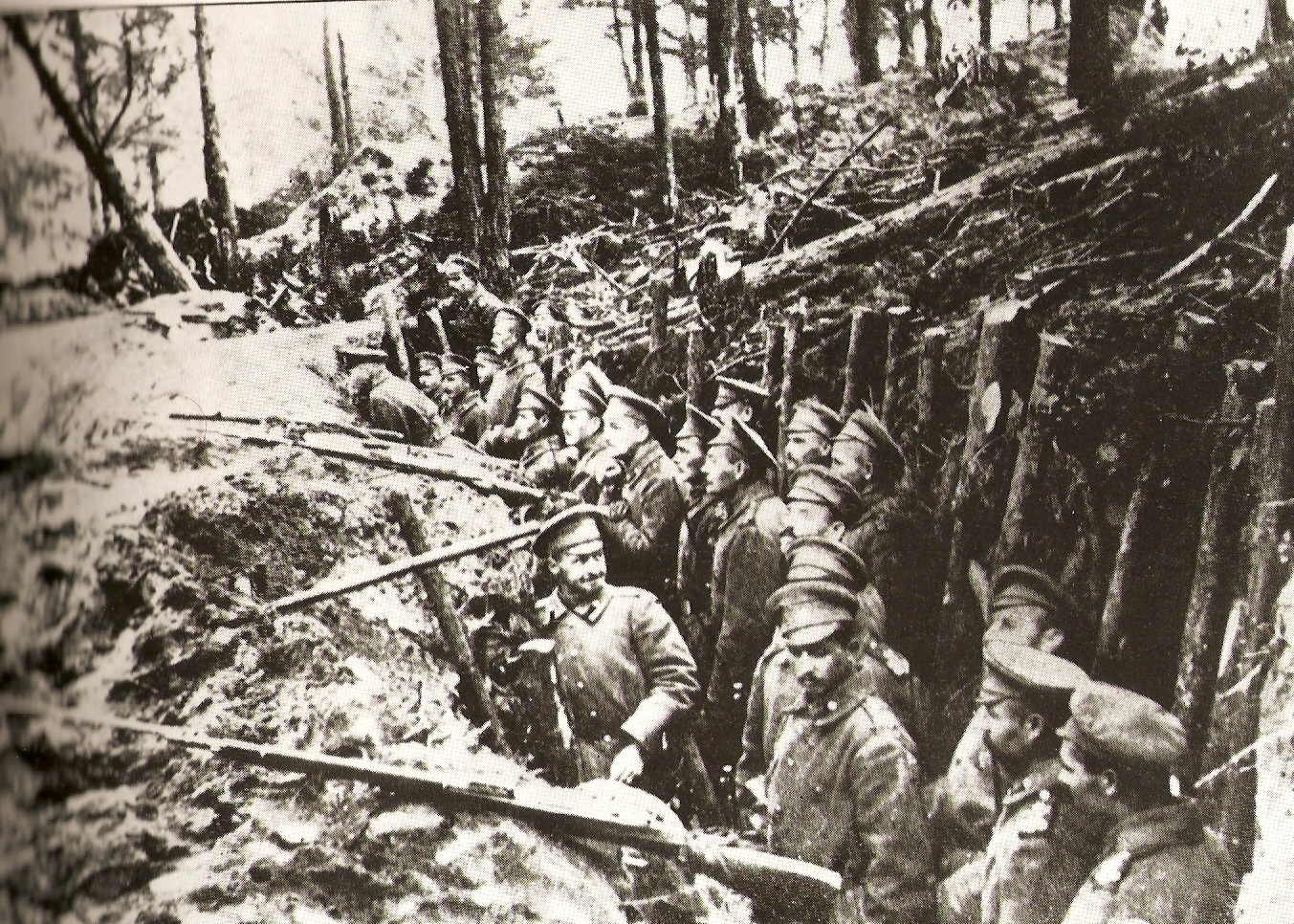
Позиции русской армии под Сарыкамышем 1914 год

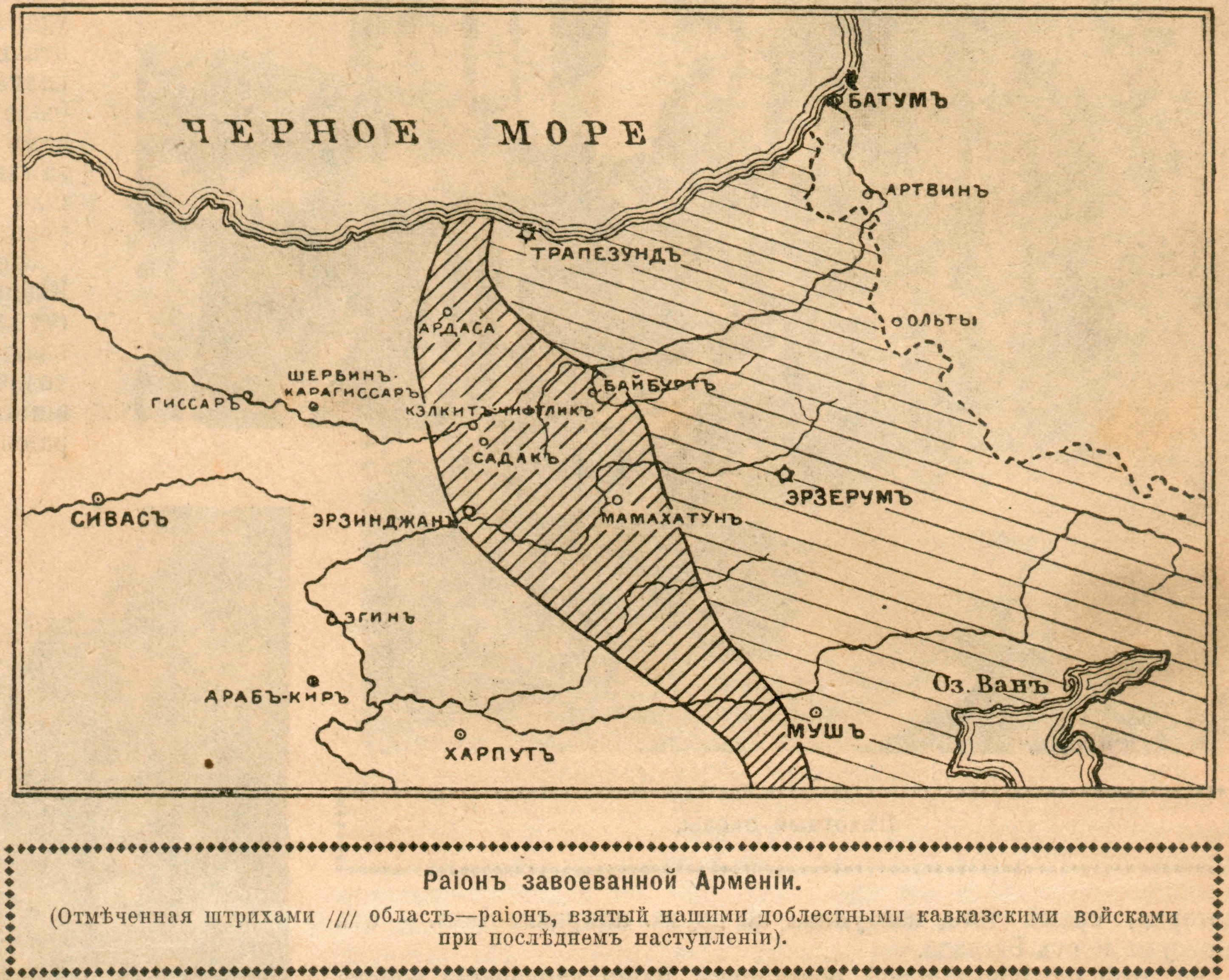
Территория исторической Армении, занятая русскими войсками к лету-осени 1916 года. Журнал Нива № 31-1916.

Типовой бронепоезд Кавказской армии, 1915 год, возможно тип — «Хунхуз»

Кавказская армия — временное общевойсковое оперативное объединение (полевая армия) Русской императорской армии, на Кавказском театре военных действий, во время Первой мировой войны.

## История
С началом Первой мировой войны из формирований Кавказского военного округа была сформирована Кавказская армия.
Основные силы Кавказской армии были рассредоточены на две группы в соответствии с двумя главными операционными направлениями:
- Карское направление (Карс — Эрзерум) — около 6 дивизий в районе Ольты — Сарыкамыш,
- Эриванское направление (Эривань — Алашкерт) — около двух дивизий, усиленных значительным числом конницы, в районе Игдыря.

Фланги прикрывались небольшими отрядами сформированными из пограничной стражи, казаков и ополчения: правый фланг — направление вдоль Черноморского побережья к Батуму, а левый — против курдских районов, где с объявлением мобилизации турки начали формировать курдскую иррегулярную конницу, и персидского Азербайджана.

## Состав
на момент формирования в августе 1914 года:
- Полевое управление (штаб)
- Части армейского подчинения
- 1-й Кавказский армейский корпус
  - две пехотные дивизии (20-я и 39-я)
  - Кубанская пластунская бригада
  - 1-я Кавказская казачья дивизия
- 2-й Туркестанский армейский корпус
  - две стрелковые бригады (4-я и 5-я Туркестанские)
  - Закаспийская казачья бригада[3]

Всего на тот момент Кавказская армия насчитывала около 153 батальонов, 175 казачьих сотен и 350 орудий.
Впоследствии в состав армии входили 4-й, 5-й и 6-й Кавказские армейские корпуса, 2-й Кавказский кавалерийский корпус.
На конец 1917 года армия имела в своём составе:
- управление
- I Кавказский армейский корпус
- IV Кавказский армейский корпус
- V Кавказский армейский корпус
- VI Кавказский армейский корпус
- VII Кавказский армейский корпус
- II Туркестанский армейский корпус
- Кавказский кавалерийский корпус

## Боевые действия
Кавказской армии противостояла 3-я турецкая армия (около 100 батальонов, 35 эскадронов, 244 орудия).
Боевые действия начались 19 октября (1 ноября), когда после атаки черноморских портов турецким флотом и объявления Турцией войны Главнокомандующий армией отдал приказ войскам перейти границу и атаковать турок. В первый месяц войны была проведена окончившаяся неудачей Кеприкейская операция, а на черноморском побережье в ходе отвлекающей операции турецкие войска при поддержке лазов и аджарских иррегулярных формирований захватили города Артвин, Ардануч и продвинулись к Батуму. Однако в ходе Сарыкамышской операции, когда под руководством Энвер-паши турки перешли в наступление с целью прорыва на русскую территорию, в тяжелых встречных боях русское командование перехватило инициативу и нанесла турецким войскам тяжелое поражение. Тогда же турки были оттеснены с большей части занятой ими территории на черноморском побережье.
К маю 1915 года турецкое командование восстановило свою разбитую 3-ю армию, с июня стороны вновь приступили к активным боевым действиям. Если в июне до 8 пехотных дивизий Кавказской армии (133 тысячи пехоты, 36 тысяч кавалерии и 356 орудий) противостояли 12 пехотным дивизиям противника (105 тысяч человек, 300 орудий), то в декабре — 180 тыс. русских солдат и офицеров при 384 орудиях вели боевые действия против примерно такой же группировки противника. Успешно проведя Алашкертскую и ряд других операций, армия упрочила своё положение на Кавказском фронте. 1916-й год начался с грандиозной победы русских войск в Эрзурумской операции, за которой последовали Битлисское сражение, Персидская операция, Трапезундская операция, Эрзинджанская операция, Огнотская операция. На помощь 3-й турецкой армии в Закавказье прибыла 2-я турецкая армия, что не улучшило положение турок. Кампания 1916 года была полностью выиграна Кавказской армией, линия фронта перенесена далеко в пределы Азиатской Турции, наиболее боеспособные войска были перемолоты в сражениях и страна оказалась на грани военной катастрофы.
В апреле 1917 года Кавказская армия была преобразована в Кавказский фронт, но в составе этого фронта была вновь сформирована Кавказская армия. Из-за революционных событий в России в кампанию 1917 года крупные боевые действия в Закавказье не велись. С ноября 1917 года началась стихийная демобилизация армии и её разложение, а в связи с образованием правительств Армении, Грузии и Азербайджана в декабре 1917 года и переходом под их контроль армейского и фронтового тыла армия как организованная сила фактически прекратила существование.

## В составе
- Кавказского военного округа
- с апреля 1917 года Кавказского фронта

## Главнокомандующие
На начальном этапе главнокомандующим Кавказской армии был кавказский наместник и главнокомандующий войсками Кавказского военного округа генерал-адъютант И. И. Воронцов-Дашков. Он, однако, участия в разработке операций и руководстве войсками практически не принимал, передав командование армией своему помощнику генералу А. З. Мышлаевскому, затем генералу Н. Н. Юденичу.
- 30.08.1914 — 23.08.1915 — генерал от кавалерии И. И. Воронцов-Дашков
- 23.08.1915 — 02.03.1917 — генерал от кавалерии Великий князь Николай Николаевич Младший
- 03.03.1917 — 03.04.1917 — генерал от инфантерии Н. Н. Юденич

## Командующие
- 24.01.1915 — 03.03.1917 — генерал от инфантерии Н. Н. Юденич
- 03.04.1917 — 11.09.1917 — генерал от инфантерии Пржевальский, Михаил Алексеевич
- 05.06.1917 — 16.06.1917 — ВрИО генерал от кавалерии Баратов, Николай Николаевич
- 18.06.1917 — 24.10.1917 — генерал от инфантерии Де-Витт, Владимир Владимирович
- 02.10.1917 — ??.03.1918 — генерал-лейтенант Одишелидзе, Илья Зурабович